# 奥田勲
奥田 勲（おくだ いさお、1936年1月2日 - 2024年9月11日）は、日本の国文学者。聖心女子大学名誉教授。

## 人物・来歴
東京生まれ。1958年東京大学文学部国文科卒、1962年同大学院博士課程中退。宇都宮大学教育学部講師、助教授、教授、聖心女子大学教授。2007年定年退任、名誉教授。

## 著書
- 『連歌師 その行動と文学』評論社 日本人の行動と思想　1976
- 『明恵 遍歴と夢』東京大学出版会 1978
- 『宗祇』吉川弘文館 人物叢書 1998　ISBN　9784642052115、オンデマンド版 2021.11 ISBN　9784642752114
- 『連歌史 中世日本をつないだ歌と人びと』勉誠出版, 2017.4

### 編著
- 『栂尾高山寺明恵上人 略伝・「明恵上人神現伝記」』編 高山寺 1981
- 『新潮現代国語辞典』 （築島裕、白藤礼幸、山田俊雄 共編 新潮社 1985年11月）
  - 第二版 2000年2月
- 『日本文学女性へのまなざし』編 風間書房 2004

### 校注
- 『千句連歌集 2 文安月千句・文安雪千句・顕証院会千句』両角倉一共編 古典文庫 1980
- 『千句連歌集 5 熊野千句・河越千句・三嶋千句』編 古典文庫 1984
- 『日本の文学 古典編 歌論・連歌論・連歌』校注・訳 ほるぷ出版 1987
- 『新撰菟玖波集全釈』全8巻別巻1 岸田依子、廣木一人、宮脇真彦共編 三弥井書店 1999-2009
- 『新編日本古典文学全集 88 連歌論集』校注・訳 小学館 2001
- 『心敬連歌 訳注と研究』伊藤伸江共著. 笠間書院, 2015.
- 『明恵上人夢記訳注』平野多恵, 前川健一共編. 勉誠出版, 2015